# اومبرتو د مورپورگو
 اومبرتو د مورپورگو (ایتالیایی: Umberto De Morpurgo؛ زاده ۱۲ ژانویهٔ ۱۸۹۶ درگذشته ۲۶ فوریهٔ ۱۹۶۱) یک تنیس‌باز اهل ایتالیا بود.